# Kimi no Machi Made
Kimi no Machi Made (君の街まで, "Kimi no Machi Made") je četvrti singl japanskog rock sastava Asian Kung-Fu Generation s njihovog drugog studijskog albuma Sol-fa. Singl je objavljen 23. rujna 2004. te se nalazio na trećem mjestu Oriconove ljestvice. Tekst je napisao pjevač Masafumi Gotō. 
Videospot za singl je režirao Daisuke Shibata.

## Popis pjesama
1. Kimi no Machi Made (君の街まで, "Kimi no Machi Made")
2. Hold me tight

## Produkcija
- Masafumi Goto - vokal, gitara
- Kensuke Kita - gitara, prateći vokal
- Takahiro Yamada – bas, prateći vokal
- Kiyoshi Ijichi – bubnjevi
- Asian Kung-Fu Generation – producent

## Ljestvica
| Godina | Ljestvica | Najviša pozicija |
| ------ | --------- | ---------------- |
| 2004.  | Oricon    | 3                |